# Твала, Регина
Регина (Реджина) Гелана Твала (англ. Regina Gelana Twala; 1908—1968) — феминистская активистка, писательница, учительница, исследовательница, евангелистка и видная участница освободительного движения в Южной Африке и Свазиленде (ныне Эсватини).
Участвовала в основании Прогрессивной партии Свазиленда и была единственной женщиной, баллотировавшейся на депутатское место в первом Законодательном совете Свазиленда в 1963 году.

## Биография
Твала родилась под именем Регина Доррис Мазибуко в семье зулусов в эНдалени (Южная Африка) в 1908 году. Она выросла на сельской методистской миссионерской станции в эНдалени. Ее мать, Мюриэль Маджози, работала домашней прислугой в Дурбане.

### Образование и начало карьеры
В 1924 году Твала окончила среднюю школу для девочек Индалени, преуспев в учёбе, несмотря на все ограничения миссионерского образования для женщин того времени. Твала получила педагогическое образование школьного учителя в колледже Адамса — американской миссионерской школе на побережье Наталя. Её первой работой была преподавательская в её бывшей школе в Индалени.
Работая учительницей в начале 1930-х годов, Твала вела под псевдонимом Мадемуазель постоянную колонку в популярной ежедневной газете для чернокожих «Bantu World». Биограф Твалы Джоэл Кабрита пишет, что 23 колонки, вышедшие из-под пера Мадемуазель, были «новаторскими в своём прямом прославлении женской независимости». В 1935 году она начала вести похожую колонку для газеты «Umteteli wa Bantu» под псевдонимом Сестра Колли. Твала приняла участие и победила в нескольких конкурсах сочинений, включая вторую премию Мэй Эстер Бедфорд за эссе «Рассказы о Свазиленде и Хлубиленде», составленное на основе интервью с родственниками в эНдалени.
В 1936 году Твала вышла замуж за своего первого мужа, Перси Кумало, клерка на золотом руднике в Йоханнесбурге. Она переехала за ним из эНдалени в Йоханнесбург, где устроилась в школу Американского совета миссий (вопреки норме того времени, согласно которой после замужества женщины прекращали работать вне дома).
Твала училась в составе первой группы Школы социальной работы имени Яна Хофмайера — первого учебного заведения, готовившего чернокожих социальных работников в Южной Африке. Окончила заведение в 1942 году, став лучшей в своём классе.
В 1948 году, получив степень бакалавра по общественным наукам, она стала второй чернокожей женщиной, получившей степень в Университете Витватерсранда в Йоханнесбурге (первой была врач Мэри Малахела, окончившая университет годом ранее). Затем она поступила в аспирантуру университета, где её диссертация была посвящена африканскому бисероплетению.

### Карьера
Твала стала плодовитой исследовательницей, особенно в области женских проблем и местных обычаев на юге Африки. Она также основала библиотеку специально для женщин.
Твала вела газетные колонки в нескольких изданиях в Свазиленде, включая Umteteli Wa Bantu и Izwi lama Swazi. Она часто писала под псевдонимами, включая Гелана, РД Твала и Реджи (в придачу к уже приведённым Мадемуазель и Сестра Колли). После смерти она оставила четыре неопубликованные рукописи книг.
Твала считается пионером африканского феминизма и лидером освободительного движения, активно участвовавшей в антиколониальном движении.
Ее политическая деятельность включала в себя основание в 1960 году Прогрессивной партии Свазиленда, в которой она стала влиятельной фигурой.
На всеобщих выборах 1964 года в первый Законодательный совет Свазиленда баллотировалась как независимый кандидат в избирательном округе Манзини, но места не получила. Твала была единственной женщиной, выдвинутой на выборах.

### Личная жизнь
В 1939 году она вышла замуж за своего коллегу, общественного деятеля Дэна Твалу, который стал её соратником в работе. Пара была близкими друзьями Нельсона Манделы и Винни Мадикизелы-Манделы.
Твала была пионером пятидесятнического богослужения в регионе, активным членом евангельского христианского движения. Ей приписывают внедрение конфессии Ассамблеи Бога на территории нынешней Эсватини.
Твала умерла в 1968 году, за месяц до обретения Свазилендом независимости.
Книга Джоэла Мари Кабриты о Твале под названием «Выписанная: замалчивание Регины Геланы Твалы» (Written Out: The Silencing of Regina Gelana Twala) была опубликована в январе 2023 года издательствами Ohio University Press и Wits University Press.